# Ishiyama Hongan-ji

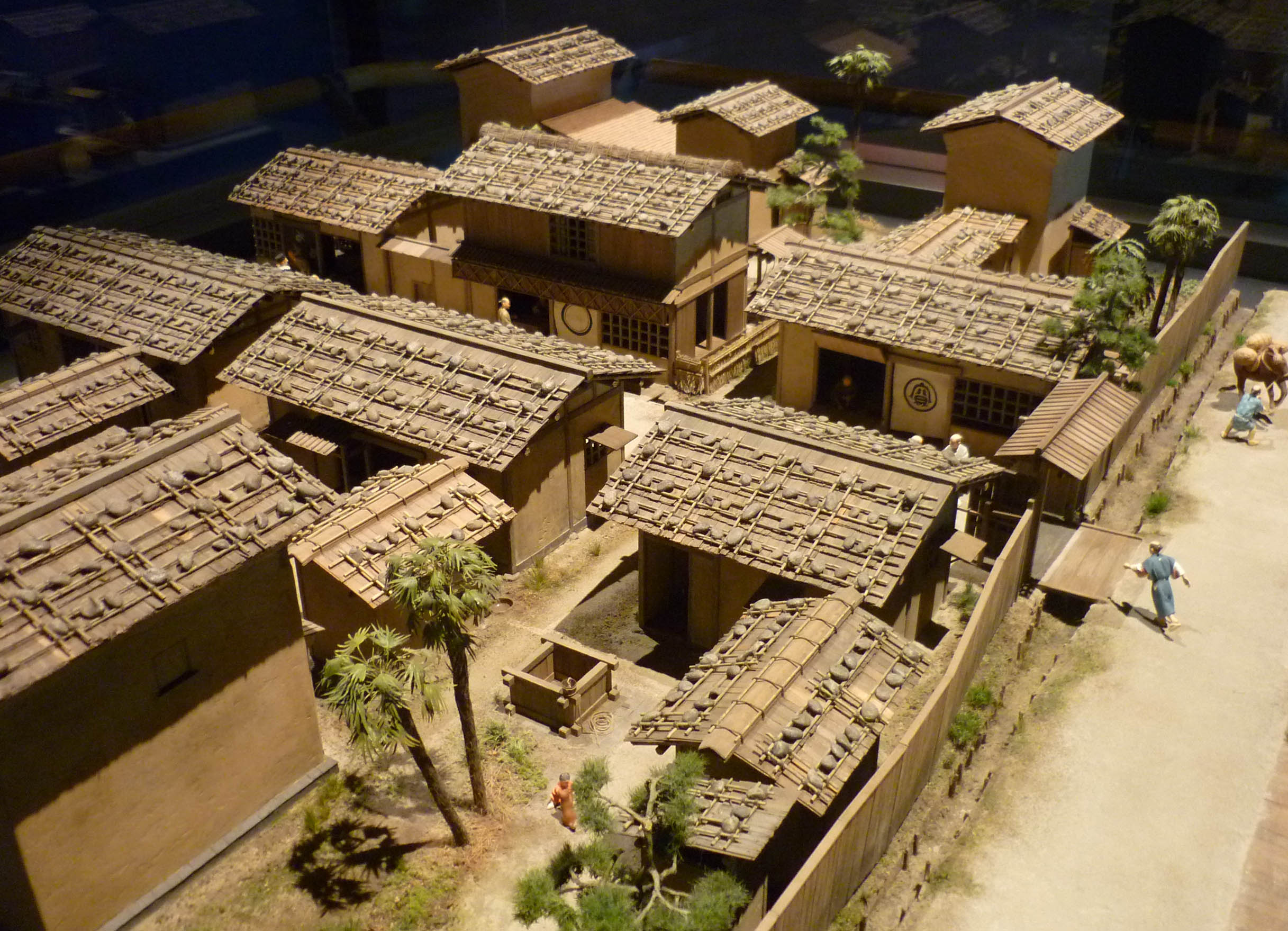
Modelo do Museu de História de Osaka sobre a igreja fortificada.

Ishiyama Hongan-ji (石山本願寺) foi um templo budista, a principal fortaleza dos Ikko-ikki, multidões de monges guerreiros e camponeses que se opuseram contra o governo japonês samurai durante a Era Sengoku da história do Japão. Foi criado em 1496, na foz do rio Yodo, durante o período Azuchi-Momoyama. Naquela época, encontrava-se perto das ruínas da antiga capital de Naniwa (Osaka), na província de Settsu. A cidade cresceu desde então, incorporando o templo no seu interior. Rennyo, um conhecido monge do budismo Jodo Shinshu, retirou-se para o local em 1496.